# Luiz Gonçalves Knupp
Luiz Gonçalves Knupp (* 29. November 1967 in Mandaguari, Paraná, Brasilien) ist ein brasilianischer Geistlicher und römisch-katholischer Bischof von Três Lagoas.

## Leben
Luiz Gonçalves Knupp wurde am 26. Dezember 1998 zum Diakon geweiht. Am 24. April 1999 empfing er dann das Sakrament der Priesterweihe für das Erzbistum Maringá. In den folgenden Jahren war er in verschiedenen Pfarreien der Erzdiözese tätig, seit 2008 ist er Pfarrer der Gemeinde Nossa Senhora de Fatima in Marialva. Außerdem wurde er im selben Jahr Spiritual des Priesterseminars von Maringá.
Am 25. Februar 2015 ernannte ihn Papst Franziskus zum Bischof von Três Lagoas. Die Bischofsweihe spendete ihm der Erzbischof von Maringá, Anuar Battisti, am 24. April desselben Jahres. Mitkonsekratoren waren der Erzbischof von São Salvador da Bahia, Murilo Sebastião Ramos Krieger SCJ, und Edmar Peron, Weihbischof in São Paulo.